# 제시카 심슨
제시카 앤 심슨(영어: Jessica Ann Simpson, 1980년 7월 10일 ~ )은 미국의 싱어송라이터, 배우이자 1990년대 후반에 유명해진 텔레비전 명사이다. 그녀는 일곱 차례 빌보드 톱 40를 이루었으며 3번의 골드와 2번의 멀티 플래티넘 RIAA 인증 앨범을 가지고 있다. 심프슨은 MTV 리얼리티 텔레비전 《신혼부부:닉과 제시카》에서 그녀의 당시 남편 닉 라세이와 함께 주연을 맡았었다. 그녀는 2008년에 컨트리 음악 시장에 뛰어들어서 《Do You Know》를 발표하였다. 그녀의 동생은 애슐리 심슨이다.

## 젊은 시절과 경력
심프슨은 애빌린에서 티나와 목사이자 심릭학자였던 조 트루엣 심프슨의 딸로 태어났다. 어렸을 때, 그녀는 지역 침례교 교회에서 노래 부르는 것을 시작했다. 12살 때, 심프슨은 《The Mickey Mouse Club》의 오디션을 보았지만 합격하지 못했다. J.J. 피어스 고등학교에 다니는 동안, 그녀는 작은 가스펠 음악 레코드 레이블, 프로클레임 레코드사와 계약을 맺었다. 그녀는 《Jessica》라는 앨범을 녹음 했지만, 프로클레임사가 파산해서 그 앨범은 그녀의 할머니가 자금을 제공하여 비공식적으로 발매했던 소규모의 레코판을 제외하고 결코 공식적으로 발매하지 못했다. 그러나, 이 비공식 판은 그녀에 대한 대중의 작은 관심을 안겨주었으며 커크 프랭클린, 갓스 프로퍼티, 세세 위넌스와 공연을 하게 되었다. 심프슨은 16살에 고등학교를 자퇴했으며, 콜롬비아 레코드 중역 토미 모톨라가 앨범 Jessica를 들은 뒤, 그녀는 콜롬비아와 계약을 맺었다.

## 음반 목록
- Sweet Kisses (1999)
- Irresistible (2001)
- In This Skin (2003)
- ReJoyce: The Christmas Album (2004)
- A Public Affair (2006)
- Do You Know (2008)
- Happy Christmas (2010)